# Epacromius japonicus
Epacromius japonicus är en insektsart som först beskrevs av Tokuichi Shiraki 1910.  Epacromius japonicus ingår i släktet Epacromius och familjen gräshoppor. Inga underarter finns listade i Catalogue of Life.